# 布萊克韋爾德冰川
77°56′S 164°11′E / 77.933°S 164.183°E
布萊克韋爾德冰川是南極洲的冰川，位於維多利亞地，長4公里，流經薩爾蒙山和霍布斯冰川，以史丹佛大學的地質學家命名，現時由南極條約體系管理。